# الکساندر هشتم
پاپ الکساندر هشتم (به انگلیسی: Alexander VIII) یکی از پاپ‌های کلیسای کاتولیک رم بود که در ایتالیا به دنیا آمد و از ۱۶۸۹ تا ۱۶۹۱ میلادی پاپ بود.